# Rudolf Essler
Rudolf Essler (* 23. Mai 1935 in Groß Kunzendorf, heute Sławniowice; † 19. Juni 2011) war ein deutscher Wissenschaftler und Politiker (CDU der DDR). 1990 gehörte er der letzten Volkskammer der DDR an.

## Leben und Beruf
Essler besuchte die Grundschule in Bad Liebenwerda und die Oberschule in Quedlinburg, letztere schloss er mit dem Abitur ab. Von 1954 bis 1960 studierte er Elektrotechnik an der TH Ilmenau, nach seinem Abschluss als Diplom-Ingenieur war er dort als wissenschaftlicher Assistent tätig. 1967 legte er dort auch seine Promotion zum Dr.Ing. ab. Von 1968 bis 1972 war er Entwicklungsleiter im VEB Relaistechnik in Großbreitenbach. Danach kehrte er an die TH Ilmenau zurück und war dort als Lektor und wissenschaftlicher Mitarbeiter in der Sektion INTET tätig. Daneben war er von 1970 bis 1989 Vorsitzender der Kammer der Technik im Bezirksverband Suhl in der Fachsektion Elektrotechnik/Elektronik.
Essler war verheiratet und hatte drei Kinder. Er lebte zuletzt in Langewiesen.

## Politik
1982 trat Essler in die CDU ein. 1989 gehörte er dem Kreisvorstand der CDU und dem Präsidium des Kreistags im Kreis Ilmenau an, außerdem war er Kreisvorsitzender der Europa-Union Thüringen in Suhl.
Bei der Volkskammerwahl 1990 kandidierte Essler auf Listenplatz 6 der CDU im Wahlkreis Suhl und zog in die Volkskammer ein. Dort war er Vorsitzender des Wahlprüfungsausschusses und gehörte der CDU/DA-Fraktion an. Seine Mitgliedschaft endete mit Auflösung der Volkskammer zum 2. Oktober 1990.